# Tamás Sudár
Tamás Sudár (* 13. Juli 1941 in Budapest; † 24. März 2021 ebenda) war ein ungarischer Skispringer.

## Werdegang
Tamás Sudár begann im Alter von sieben Jahren mit dem Skifahren und trat mit 11 Jahren dem Skisprungteam von Honvéd Budapest bei. 1959, 1961 und 1963 gewann er bei den Ungarischen Meisterschaften die Silbermedaille im Einzel und 1963 und 1965 wurde er Meister mit der Mannschaft.
Obwohl er zuvor keine internationalen Erfolge aufweisen konnte, wurde Sudár für die Olympischen Winterspiele 1960 in Squaw Valley nominiert. Dort startete er im Springen von der Normalschanze und erreichte mit Sprüngen von 73,5 und 64 Metern am Ende den 41. Platz. Nach den Spielen trat er beim Czech-Marusarzówna-Memorial in Zakopane an und erreichte dabei Rang 35. Bei der Vierschanzentournee 1961/62 wurde er am Ende 48. der Gesamtwertung. Seine beste Einzelplatzierung war dabei der 48. Platz beim Auftaktspringen in Oberstdorf. Auch in den Folgejahren konnte er bei der Tournee kaum Fuß fassen. Bis zu seinem Ausstieg 1964 war Sudárs beste Einzelplatzierung ein 43. Platz in Bischofshofen im Januar 1963.

## Statistik

### Vierschanzentournee-Platzierungen
| Saison  | Platz | Punkte |
| ------- | ----- | ------ |
| 1961/62 | 48.   | 701.5  |
| 1962/63 | 39.   | 616.9  |
| 1963/64 | ?     | ?      |